# 坦貝格山 (托特斯山脈)
47°44′14″N 14°12′59″E / 47.737232°N 14.216522°E

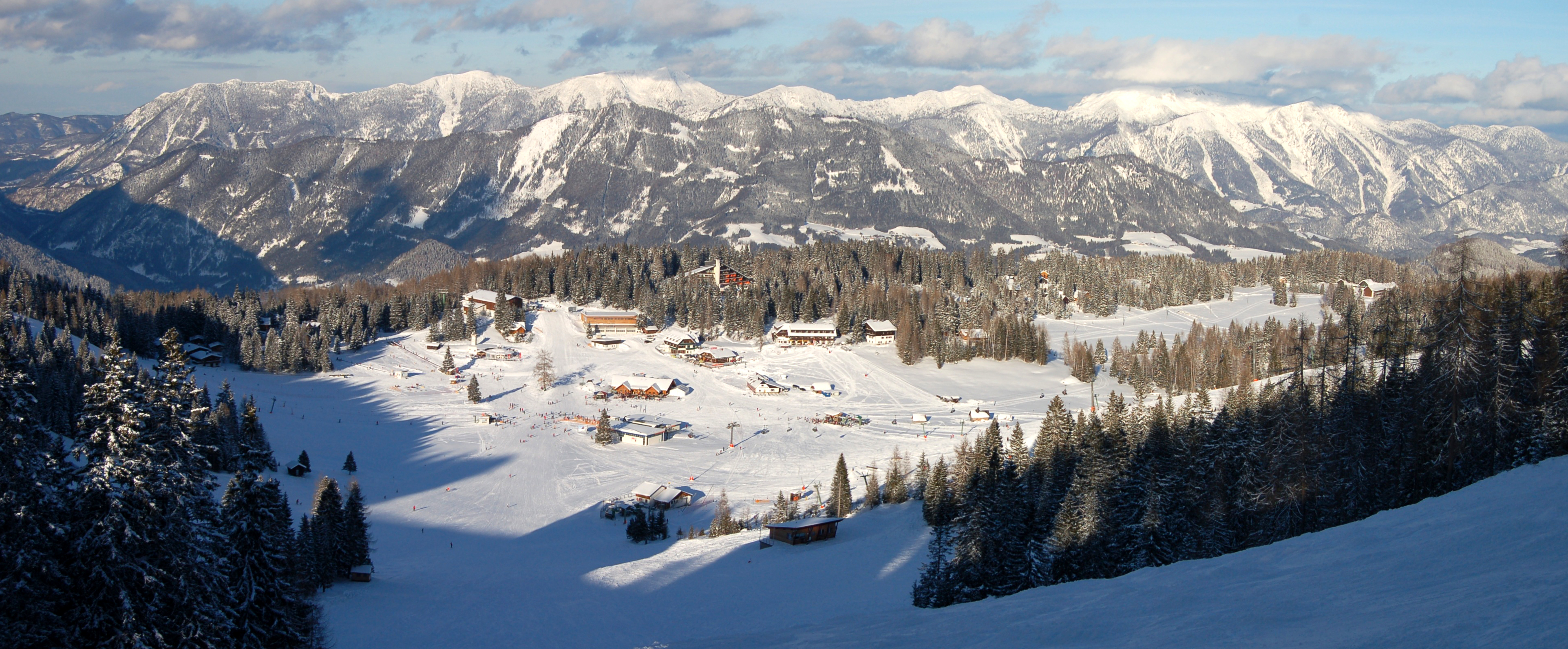

坦貝格山（德語：Tamberg），是奧地利的山峰，位於該國北部，由上奧地利州負責管轄，屬於托特斯山脈的一部分，海拔高度1,516米，每年平均降雨量1,578毫米。